# Adrienn
Az Adrienn női név az Adriana franciás alakjából, az Adrienne-ből származik. Jelentése: (a Velence tartományban levő) Adria (régi nevén Hadria) városából való. Férfi párja az Adrián, illetve annak régiesebb magyarosított változata, az Adorján.

## Rokon nevek
Adriána, Adrianna, Adria

## Gyakorisága
Az 1990-es években igen gyakori név volt. A 2000-es években a 36-57. leggyakoribb női név, a 2010-es években a 65-92. helyen áll, népszerűsége csökken.
A teljes népességre vonatkozóan a 2000-es években az Adrienn a 44-47. helyen szerepelt, míg a 2010-es években a 43. helyen.

## Névnapok
március 4., március 5., szeptember 8.

## Híres Adriennek

### Magyarok
- Bata Adrienn (Barbee) énekesnő
- Bánhegyi Adrienn világbajnok kötélugró
- Beke Adrienn labdarúgó
- Bende Adrienn szépségkirálynő
- Csengery Adrienne előadóművész
- Csepelyi Adrienn író, újságíró
- Fehér Adrienn színésznő, énekesnő
- Hauser Adrienne zongorista
- Jancsó Adrienne színész, előadóművész
- Juhász Adrienn színésznő
- Molnár Adrienn válogatott labdarúgó
- Nagy Adrienn énekesnő
- Orbán Adrienn válogatott kézilabdázó
- Pintér Adrienn műsorvezető
- Sebestyén Adrienn kritikus
- Pekár Adrienn szinkronszínész, színésznő, modell
- Sós Adrienn zongorista
- Simon Adri költő, író, kritikus, szerkesztő
- Szekeres Adrien énekesnő, dalszerző
- Tóth Adrienn válogatott labdarúgó
- Tóth Adrienn öttusázó, ifjúsági világbajnok
- Tölgyesi Adrienn válogatott labdarúgó
- Zsédenyi Adrienn (Zséda) énekesnő, színésznő

### Külföldiek
- Adrienne Bailon amerikai színésznő